# Edison Peréz Nuñez
Edison Peréz Nuñez (Lima, 1936. április 14.–?) perui nemzetközi labdarúgó-játékvezető.

## Pályafutása
A küldési gyakorlat szerint rendszeres partbírói tevékenységet is végzett. Az I. Liga játékvezetőjeként 1986-ban vonult vissza.

### Nemzetközi játékvezetés
A Perui labdarúgó-szövetség Játékvezető Bizottsága (JB) terjesztette fel nemzetközi játékvezetőnek, a Nemzetközi Labdarúgó-szövetség (FIFA) 1969-től tartotta nyilván bírói keretében. A FIFA JB központi nyelvei közül a spanyolt beszéli. Több nemzetek közötti válogatott és klubmérkőzést vezetett, vagy működő társának partbíróként segített. A perui nemzetközi játékvezetők rangsorában, a világbajnokság sorrendjében többedmagával a 3. helyet foglalja el 1 találkozó szolgálatával. Az aktív nemzetközi játékvezetéstől 1986-ban a FIFA JB 50 éves korhatárát elérve búcsúzott.

#### Labdarúgó-világbajnokság
Három világbajnoki döntőhöz vezető úton Nyugat-Németországba a X., az 1974-es labdarúgó-világbajnokságra, Argentínába a XI., az 1978-as labdarúgó-világbajnokságra, valamint Mexikóba a XIII., az 1986-os labdarúgó-világbajnokságra  a FIFA JB bíróként alkalmazta. A FIFA JB elvárásának megfelelően, ha nem vezetett, akkor valamelyik működő társának partbíróként segített. Egy csoportmérkőzésen és a második kör egyik találkozóján szolgálta partbíróként.  Selejtező mérkőzéseket a CONMEBOL zónában vezetett. Világbajnokságon vezetett mérkőzéseinek száma: 1 + 2 (partbíró).

##### 1974-es labdarúgó-világbajnokság

###### Világbajnoki mérkőzés
| Időpont          | Helyszín                 | Mérkőzés típusa              | Mérkőzés            | Eredmény | Nézők száma |
| ---------------- | ------------------------ | ---------------------------- | ------------------- | -------- | ----------- |
| 1974. június 15. | Rheinstadion, Düsseldorf | csoportmérkőzés (3. csoport) | Svédország–Bulgária | 0 – 0    | 22 500      |

##### 1978-as labdarúgó-világbajnokság

###### Selejtező mérkőzés
| Időpont           | Helyszín                | Mérkőzés típusa           | Mérkőzés          | Eredmény |
| ----------------- | ----------------------- | ------------------------- | ----------------- | -------- |
| 1977. március 13. | Nemzeti Stadion, La Paz | előselejtező (2. csoport) | Bolívia–Venezuela | 2 – 0    |

##### 1986-os labdarúgó-világbajnokság

###### Selejtező mérkőzés
| Időpont           | Helyszín                     | Mérkőzés típusa           | Mérkőzés        | Eredmény | Nézők száma |
| ----------------- | ---------------------------- | ------------------------- | --------------- | -------- | ----------- |
| 1985. március 10. | Központi Stadion, Montevideo | előselejtező (2. csoport) | Uruguay–Ecuador | 2 – 1    | 60 000      |

#### Copa América
A 31., az 1979-es Copa América, a 32., az 1983-as Copa América tornáknak nem volt házigazdája. A CONMEBOL szervezte tornákon játékvezetőként foglalkoztatták.

##### 1979-es Copa América

###### Copa América mérkőzés
| Időpont              | Helyszín                         | Mérkőzés típusa              | Mérkőzés           | Eredmény | Nézők száma |
| -------------------- | -------------------------------- | ---------------------------- | ------------------ | -------- | ----------- |
| 1979. augusztus 2.   | Maracanã Stadion, Rio de Janeiro | csoportmérkőzés (B. csoport) | Brazília–Argentína | 2 – 1    | 130 000     |
| 1979. szeptember 26. | Centenario Stadion, Montevideo   | csoportmérkőzés (C. csoport) | Uruguay–Paraguay   | 2 – 2    | 18 000      |

##### 1983-as Copa América

###### Copa América mérkőzés
| Időpont           | Helyszín                     | Mérkőzés típusa        | Mérkőzés         | Eredmény | Nézők száma |
| ----------------- | ---------------------------- | ---------------------- | ---------------- | -------- | ----------- |
| 1983. november 4. | Fonte Nova Stadion, Salvador | döntő második mérkőzés | Brazília–Uruguay | 1 – 1    | 95 000      |

#### Nemzetközi kupamérkőzések
Vezetett kupadöntők száma: 5.

##### Copa Libertadores
| Időpont            | Helyszín                               | Mérkőzés típusa         | Mérkőzés                                    | Eredmény | Nézők száma |
| ------------------ | -------------------------------------- | ----------------------- | ------------------------------------------- | -------- | ----------- |
| 1974. október 12.  | Morumbi Stadion, São Paulo             | döntő első mérkőzés     | FC São Paulo–CA Independiente               | 2 – 1    | 50 000      |
| 1975. június 29.   | Defensores del Chaco Stadion, Asunción | döntő harmadik mérkőzés | CA Independiente–Unión Española             | 2 – 0    | 55 000      |
| 1978. november 28. | Camilo Cichero Stadion, Buenos Aires   | döntő második mérkőzés  | CA Boca Juniors–Deportivo Cali              | 4 – 0    | 80 000      |
| 1980. augusztus 6. | Centenario Stadion, Montevideo         | döntő második mérkőzés  | Nacional Montevideo–SC Internacional        | 1 – 0    | 65 000      |
| 1983. július 28.   | Olimpiai Stadion, Porto Alegre         | döntő második mérkőzés  | Grêmio Foot-Ball Porto Alegrense–CA Peñarol | 2 – 1    | 80 000      |

#### A magyar labdarúgó-válogatott mérkőzései (1902–1929)
| Időpont           | Helyszín              | Mérkőzés típusa          | Mérkőzés          | Eredmény | Nézők száma |
| ----------------- | --------------------- | ------------------------ | ----------------- | -------- | ----------- |
| 1977. február 22. | Nemzeti Stadion, Lima | 505. válogatott mérkőzés | Peru–Magyarország | 3 – 2    | 50 000      |

## Külső hivatkozások
- Edison Peréz Nuñez. World Referee. [2012. október 9-i dátummal az eredetiből archiválva]. (Hozzáférés: 2013. május 5.)
- Edison Peréz Nuñez. footballzz.com. (Hozzáférés: 2013. május 5.)
- Edison Peréz Nuñez. footballdatabase.eu. (Hozzáférés: 2013. május 5.)
- Edison Peréz Nuñez. eu-football.info. (Hozzáférés: 2013. május 5.)
- Edison Peréz Nuñez. weltfussball.de. (Hozzáférés: 2013. május 5.)[halott link]
- Edison Peréz Nuñez. scoreshelf.com. [2015. április 2-i dátummal az eredetiből archiválva]. (Hozzáférés: 2015. március 15.)

| Elődje: José Romei (paraguayi) | Copa Libertadores döntő 1974 | Utódja: Ramón Barreto |

| Elődje: Ramón Barreto | Copa Libertadores döntő 1975 | Utódja: Vicente Llobregat |

| Elődje: Héctor Ortíz | Copa Libertadores döntő 1978 | Utódja: Gaston Castro Makuc |

| Elődje: Jorge Romero (argentin) | Copa Libertadores döntő 1980 | Utódja: Carlos Espósito |

| Elődje: Teodoro Nitti (argentin) | Copa Libertadores döntő 1983 | Utódja: Juan Daniel Cardellino |

| Elődje: Héctor Ortíz | Copa America döntő 1983 | Utódja: Romualdo Arppi Filho |